# Thomas Fitzner
Thomas Fitzner (* 1960) ist ein österreichischer Schriftsteller und Journalist.
Fitzner war als Journalist in Vorarlberg und später als Offizier für mehrere UN-Missionen in Nahost und Nordafrika tätig. In Spanien arbeitete er zunächst als Buchhändler, später für eine Werbeagentur sowie als Übersetzer.
In seinen Publikationen befasst er sich vorwiegend mit Regionen und Ländern, die er bereist oder in denen er gelebt hat. In Publikumsverlagen sind bislang sieben Romane und ein Anekdotenband erschienen. Er veröffentlichte auch Artikel und Kolumnen u. a. in der Mallorca Zeitung, deren Redaktionsteam er vier Jahre lang angehörte. Seit 2012 arbeitet er in einem internationalen Steuerbüro in Palma und hat an mehreren Büchern über spanisches Steuerrecht mitgearbeitet.
Fitzner hat in Österreich, Mexiko, Syrien, Frankreich, Israel, im Libanon und in der Westsahara gelebt. Seit 1995 befindet sich sein Wohnsitz in Costitx auf Mallorca.

## Werke
- Die Kaktuspflückerin (Roman, Rotbuch Verlag 1998)
- Mallorca, Feng Shui und zwei halbe Orangen (Roman, Bastei Lübbe 2001, neu aufgelegt unter dem Titel Inseltheater, Vitolibro 2014)
- Mallorca – vorläufig für immer (Roman, Bastei Lübbe 2003, neu aufgelegt unter dem Titel Inselkoller, Vitolibro 2014)
- Die Mallorca-Therapie (Roman, Bastei Lübbe 2007, neu aufgelegt unter dem Titel Inselschuss, Vitolibro 2014)
- Wo zum Kuckuck sind die Palmen? – 101 Anekdoten aus Mallorca (Fabylon Verlag 2017)[1]
- Ibiza-Jacques und der Tote im Kräutergarten (Roman, Edel Elements 2018)
- Deine fremde Tochter (Roman, dp DIGITAL PUBLISHERS 2019)
- Irrgänge inbegriffen – Weitwanderweg auf Mallorca, Spiegel online am 11. Mai 2009[2]
- Das Geheimnis von Chateau Limeray (Roman, dp DIGITAL PUBLISHERS 2021)